# Aderus kivuensis
Aderus kivuensis es una especie de coleóptero de la familia Aderidae. Fue descrita científicamente por Maurice Pic en 1955.

## Distribución geográfica
Habita en Ruanda.